# آموزش عالی

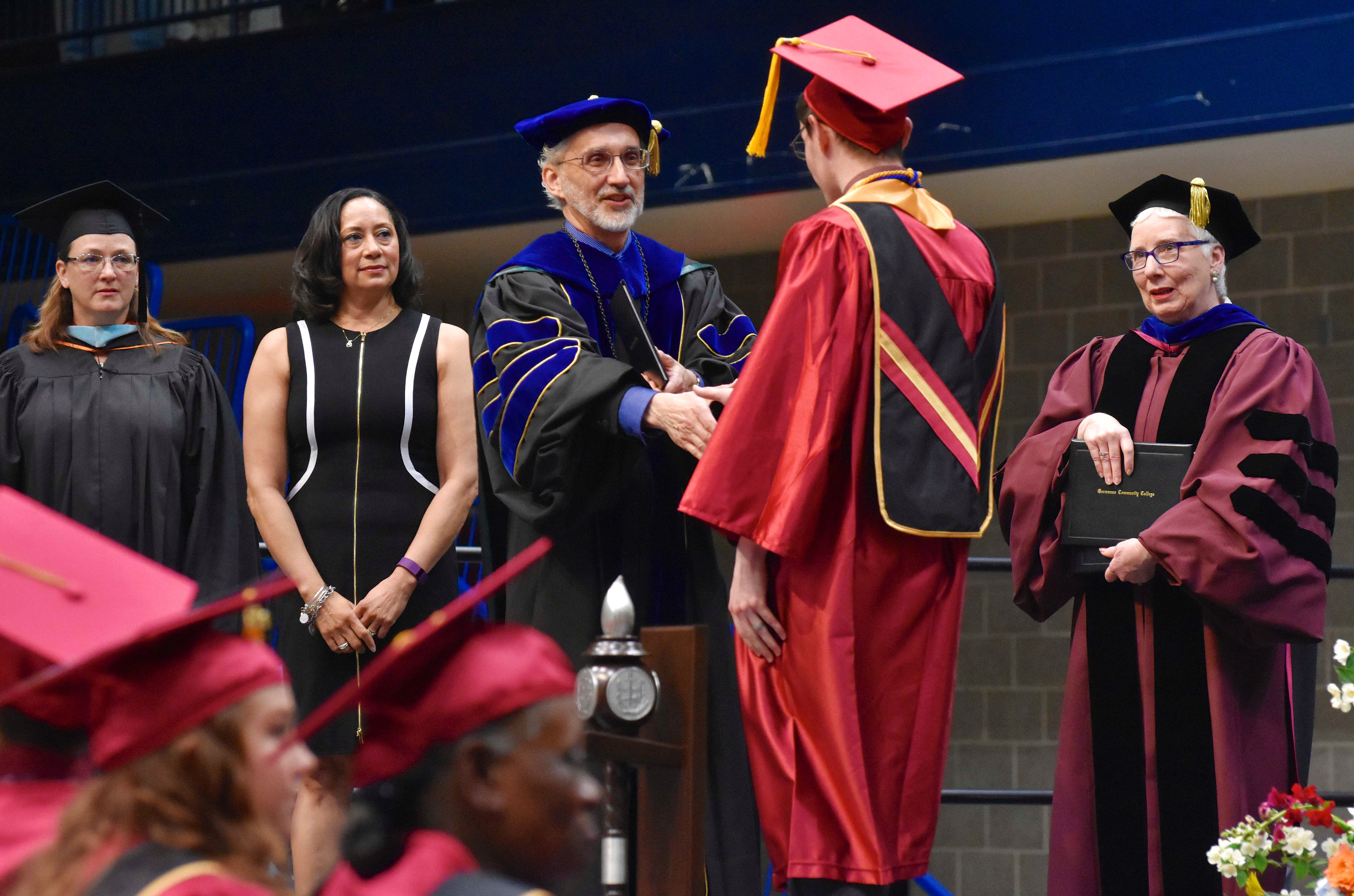
یک فارغ التحصیل دوره متوسطه در طی مراسم فارغ‌التحصیلی در کالج جامعه آلمانا در ویرجینیا، دیپلم دریافت می‌کند

آموزش عالی به سطحی از آموزش گفته می‌شود که در دانشگاه‌ها، کالج‌ها و موسسات فناوری که مدرک دانشگاهی ارائه می‌دهند، وجود دارد.

## آموزش عالی در کشورها و مناطق جهان
در سال ۲۰۱۲ رتبه‌بندی کشورهای دنیا از نظر تعداد تحصیل کرده‌هاي آموزش عالی به نسبت جمعیت از قرار زیر بود:
| رتبه | کشور      | درصد جمعیت با تحصیلات دانشگاهی |
| ---- | --------- | ------------------------------ |
| ۱    | کانادا    | ۵۱٪                            |
| ۳    | ژاپن      | ۴۵٪                            |
| ۴    | آمریکا    | ۴۲٪                            |
| ۵    | نیوزلاند  | ۴۱٪                            |
| ۶    | کره جنوبی | ۴۰٪                            |
| ۷    | بریتانیا  | ۳۸٪                            |
| ۸    | فنلاند    | ۳۸٪                            |
| ۹    | استرالیا  | ۳۸٪                            |
| ۱۰   | هلند      | ۳۷٪                            |
| ۱۱   | ایرلند    | ۳۷٪                            |
| ۱۲   | آلمان     | ۳۶٪                            |
| ۱۳   | بلژیک     | ۳۶٪                            |
| ۱۴   | برزیل     | ۳۶٪                            |
| ۱۵   | نروژ      | ۳۵٪                            |
| ۱۶   | آرژانتین  | ۳۴٪                            |
| ۱۷   | اسپانیا   | ۳۳٪                            |
| ۱۸   | مالزی     | ۳۳٪                            |
| ۱۹   | ترکیه     | ۳۲٪                            |
| ۲۰   | چین       | ۳۱٪                            |
| ۲۱   | روآندا    | ۳۰٪                            |
| ۲۲   | روسیه     | ۲۹٪                            |
| ۲۳   | اتریش     | ۲۸٪                            |
| ۲۴   | مکزیک     | ۲۸٪                            |
| ۲۵   | نپال      | ۲۷٪                            |
| ۲۶   | مجارستان  | ۲۷٪                            |
| ۲۷   | مغولستان  | ۲۵٪                            |
| ۲۸   | قطر       | ۱۲٪                            |
| ۲۹   | هند       | ۱۲٪                            |
| ۳۰   | سیرالئون  | ۱٪                             |

## ایران
آموزش عالی در ایران بخشی از آموزش و پرورش در ایران است و در حال حاضر زیر نظر وزارت علوم، تحقیقات و فناوری و وزارت بهداشت، درمان و آموزش پزشکی ایران (برای علوم مربوط به درمان و بهداشت) اداره و سازماندهی می‌شود. همچنین آموزش عالی در سطح تربیت معلم نیز در پردیس‌ها و واحدهای دانشگاه فرهنگیان انجام می‌پذیرد که از نظر علمی زیر نظر وزارت علوم، تحقیقات و فناوری و از نظر کاربردی تحت نظر وزارت آموزش و پرورش فعالیت دارند.
دانشگاه‌های ایران ارائه دهنده آموزش‌های دانشگاهی می‌باشند که منتهی به مدارک کاردانی، کارشناسی، کارشناسی ارشد و دکتری می‌گردد. همچنین سطح دیگری از آموزش عالی در حوزه‌های علمیه انجام می‌شود که مستقل از دولت و زیر نظر مرکز مدیریت  حوزه‌های علمیه انجام می‌پذیرد. مدرک‌ها و درجه‌های حوزه با دانشگاه تفاوت دارد.